# Acerentulus tuxeni
Acerentulus tuxeni är en urinsektsart som beskrevs av Josef Rusek 1966. Acerentulus tuxeni ingår i släktet Acerentulus och familjen lönntrevfotingar. Inga underarter finns listade i Catalogue of Life.